# Carlos Jiménez

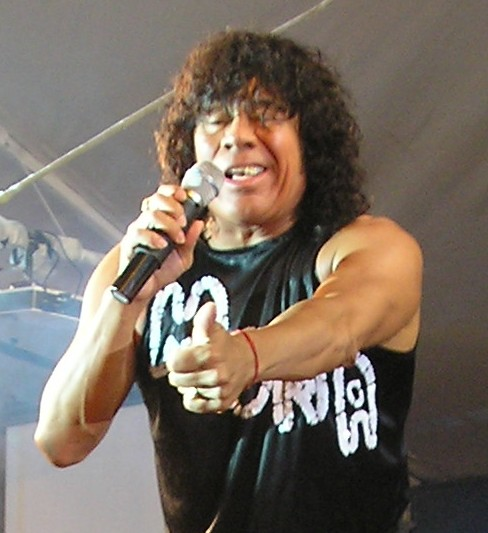
Carlos Jiménez bei einem Konzert in La Falda

Carlos „La Mona“ Jiménez (eigentlich Juan Carlos Jiménez Rufino; * 11. Januar 1951 in Córdoba) ist ein argentinischer Sänger, der die Musikrichtung Cuarteto mitprägte.
Jiménez' Künstlername La Mona (span. für die Äffin) kommt noch aus seiner Kindheit, als er beim Tarzan-Spielen von Freunden und Nachbarn mit dem Schimpansen Cheeta verglichen wurde, der in mehreren Tarzanfilmen auftritt.

## Leben und Karriere
Jiménez wurde in einer Arbeiterfamilie geboren, seine Eltern waren Zuwanderer aus den Provinzen Tucumán und Salta. In seiner Kindheit machte er seine ersten musikalischen Erfahrungen in der Stilrichtung Folklore.
Im Alter von 15 Jahren gewann „La Mona“ ein Casting und integrierte die Lokalband Cuarteto Berna, mit der er 5 Alben herausbrachte. 1972 debütierte er als Solist, unterstützt von seinem Onkel, der ihm die Kontakte zur Cuarteto-Szene beschaffte. Im gleichen Jahr erlitt er einen schweren Unfall, als ihm in einem Fußballstadion eine Flasche über den Kopf geschlagen wurde. Nach 4 Monaten im Koma und einer längeren Rehabilitationsphase konnte er seine Karriere jedoch fortsetzen. 1973 lernte er seine erste Frau Juana kennen, die er 1975 heiratete. Da ab 1976 in der damaligen Militärdiktatur die Musikrichtung Cuarteto verboten war, folgte eine längere Phase der Inaktivität.
1984 trennte er sich von seinem Onkel, da ihm dieser nach eigener Aussage zu viele Vorschriften über die musikalische Gestaltung seiner Songs machte. Jiménez, dessen Anspruch es war, das damals stilistisch stagnierende Cuarteto zu modernisieren, begann so eine unabhängige Laufbahn und war damit sehr erfolgreich. Er imitierte mit einer Afro-Vokuhila und einer glamourösen Kostümierung die Glamrock-Bewegung und konnte damit das Cuarteto auch in der Jugendkultur des zentralen Teils von Córdoba etablieren – davor war es nur in den Vororten populär gewesen.
1988 trat er zum ersten Mal in Buenos Aires auf und konnte sich auch in diesem wichtigen Markt zu Beginn der 1990er Jahre etablieren. Er löste einen regelrechten Cuarteto-Boom aus und bereitete den Boden für Rodrigo Alejandro Bueno und La Barra, denen ab Mitte der 1990er Jahre landesweite Cuarteto-Hits gelangen.
2000 trennte er sich von seiner Ehefrau, mit der er zwei Töchter und einen Sohn hatte. Seine Töchter sind Modedesignerinnen und entwerfen die Kostüme bei Auftritten von La Mona. Sein Sohn ist ebenfalls Sänger.
Im Kontext einer landesweiten Verschärfung der Bestimmungen für Veranstaltungen nach dem Unfall in der Diskothek República Cromañón kam es nach Ausschreitungen auf einem Konzert von La Mona 2005 zu einer Initiative aus dem rechten Flügel der lokalen Stadtverwaltung unter Luis Juez, Tanzveranstaltungen in Córdoba nur mit starken Einschränkungen (z. B. Alkoholverbot, zwangsweises Eintrittsverbot für Gewalttäter) zuzulassen. Als Protest dagegen kündigte Jiménez kurz darauf seinen Rücktritt als Sänger an. Nach Gesprächen mit der Stadtverwaltung und Vorstellung eines Sicherheitskonzept von Seiten der Veranstalter, der zur Rücknahme der umstrittenen Initiative führte, nahm Jiménez seine Aktivität jedoch wieder auf.
Carlos Jiménez ist heute vor allem bei der Jugend der Unterschicht Córdobas nach wie vor sehr beliebt und gibt trotz seines fortgeschrittenen Alters drei- bis viermal die Woche Konzerte (sogenannte Bailes de Cuarteto).

## Musikalisches Werk
„La Mona“ ist wohl einer der produktivsten Musiker der Welt: Bis heute hat er mehr als 70 Alben veröffentlicht, von denen allerdings einige Coverversionen alter Titel enthielten. Eines der letzten Alben, Selección Privada (Nr. 72), ist eine Sammlung neu arrangierter alter Hits. Ab diesem Album versuchte Jiménez die etablierte Struktur der Musikindustrie zu umgehen und seine Tonträger in Kiosken und Supermärkten zu verkaufen, um sie für deutlich niedrigere Preise anbieten zu können. Dies ist insofern von Bedeutung, da der Cuarteto-Markt in Argentinien durch illegale Händler dominiert wird, und "La Mona" durch diesen kommerziellen Schachzug die CDs zu ähnlichen Preisen wie die CD-Piraten anbieten konnte.

## Filmografie
- De caravana, 2010 (Regie: Rosendo Ruiz)